# Cotyledon woodii
Cotyledon woodii är en fetbladsväxtart som beskrevs av Schönl. och Baker f.. Cotyledon woodii ingår i släktet Cotyledon och familjen fetbladsväxter. Inga underarter finns listade i Catalogue of Life.